# Паяковидна пчелица
Паяковидна пчелица (Ophrys mammosa) е многогодишно растение от семейство Орхидеи. Видът се среща в литературата и като Ophrys sphegodes ssp. mammosa.

## Описание
Паяковидната пчелица е тревисто растение с две яйцевидни грудки. Височина ѝ достига от 20 до 60 см. Устната е триделна, сферична, червеникавокафява до тъмнопурпурна, кадифена. В основата си има две характерни къси, леко заострени подутини.

## Разпространение
В България се среща в Странджа, Предбалкана на сливенска Стара планина. Защитен вид, вписан в Червения списък на висшите растения в България с категория „уязвим“.